# Никольское (Новоусманский район)
Нико́льское — посёлок в Новоусманском районе Воронежской области.
Входит в состав Рождественско-Хавского сельского поселения.
Население — 52 жителя (2007).

## География
Расположено на левом берегу реки Хава, в 38 км от Воронежа, в 5 км от центра поселения — села Рождественская Хава. Ближайшие населённые пункты: Петропавловка и Правая Хава. Автобусное сообщение с Воронежем, через Новую Усмань. Село находится в 2 км от автодороги Р193 Воронеж — Тамбов. В посёлке располагается только одна улица — Лесная.

## Климат
Климат умеренно континентальный. Количество осадков колеблется от 500 до 650 мм ртутного столба. Населенный пункт располагается  в лесостепной зоне.

## История
В 1859 году в посёлке было 12 дворов и проживало 145 жителей. В 1900 году в селе проживало уже 190 человек в 26 дворах. В посёлке находилась усадьба Н. В. Паренаго, где проживало в 1900 году 26 человек. В 2000 году в селе проживало 66 жителей, в 2005 — 53, в 2007 — 52 человека.